# 方山乡 (镇原县)
方山乡，是中华人民共和国甘肃省庆阳市镇原县下辖的一个乡镇级行政单位。

## 行政区划
方山乡下辖以下地区：
张大湾村、方庄村、关山村、王湾村、金岔村、贾山村、高中山村、十八岘村、庄岔湾村和蒲河村。